# Pavonia bahamensis
Pavonia bahamensis är en malvaväxtart som beskrevs av Hitchcock. Pavonia bahamensis ingår i släktet påfågelsmalvor, och familjen malvaväxter. Inga underarter finns listade i Catalogue of Life.

## Bildgalleri

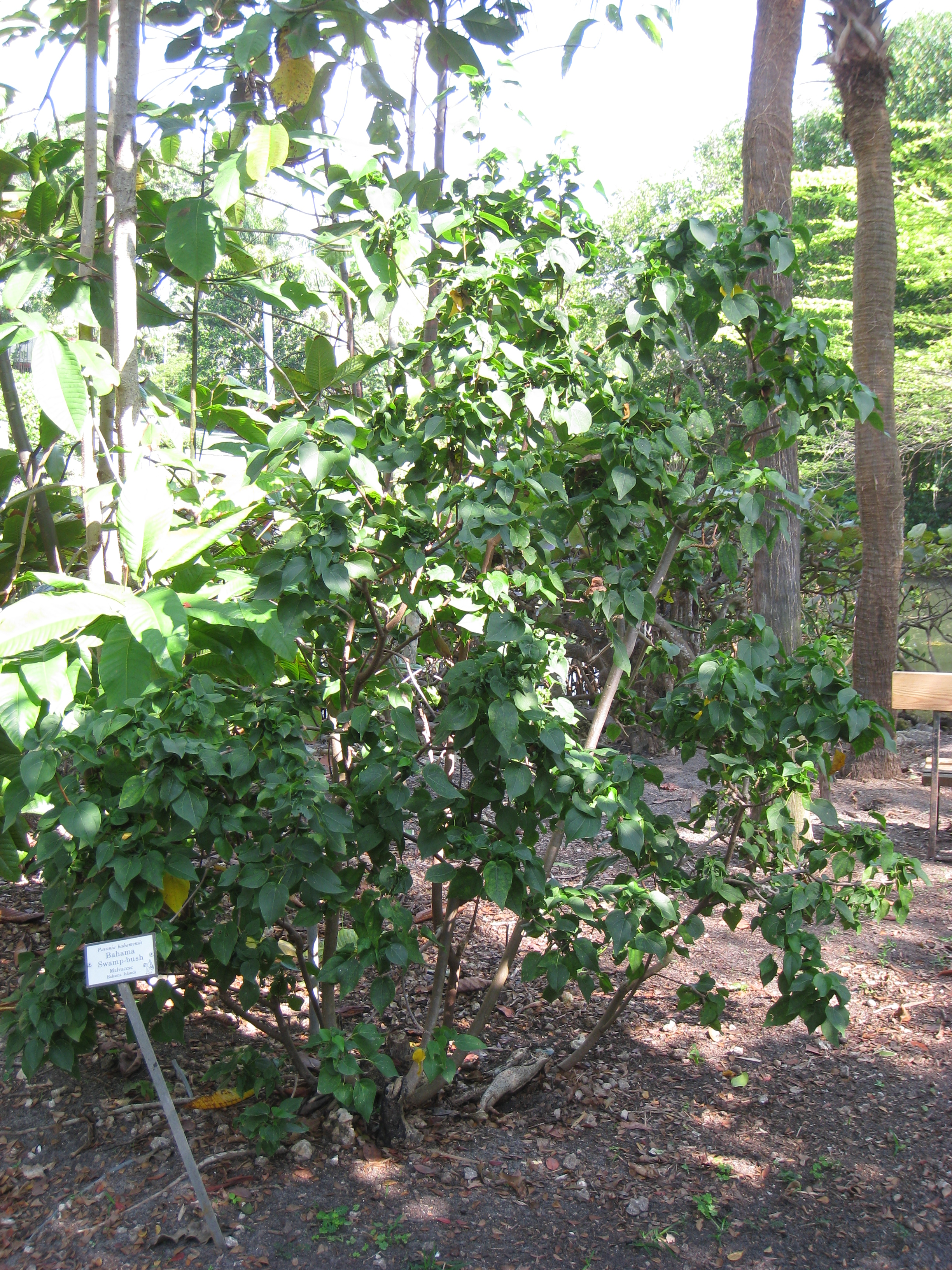
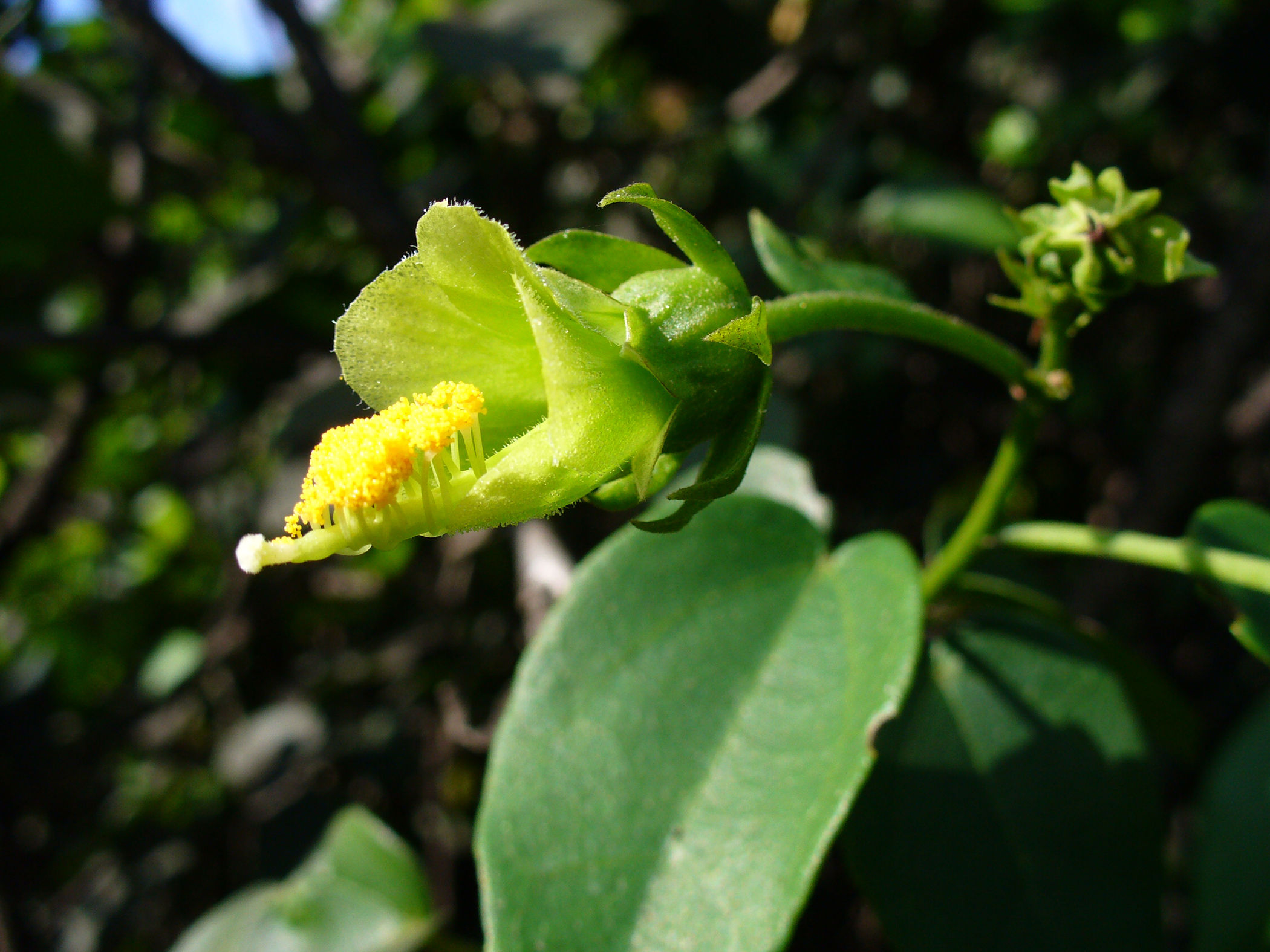